# Petra Rampre
Petra Rampre (født 20. januar 1980 i Ljubljana, Jugoslavien) er en kvindelig professionel tennisspiller fra Slovenien. 
Petra Rampre højeste rangering på WTA single rangliste var som nummer 162, hvilket hun opnåede 30. oktober 2000. I double er den bedste placering nummer 84, hvilket blev opnået 20. november 2000. 